# Gens Cornifícia
La gens Cornifícia (en llatí: gens Cornificia) va ser una gens romana d'origen plebeu, originària de Rhegium.
Els primers personatges d'aquest nom apareixen al segle I aC, i el primer a tenir un càrrec rellevant va ser Quint Cornifici que era pretor l'any 66 aC. A les monedes el nom el trobem escrit Cornuficius, versió que utilitza també Dió Cassi.
A més de Quint Cornifici, alguns membres d'aquesta gens van ser:
- Quint Cornifici el jove, cavaller romà, pompeià destacat
- Luci Cornifici, cavaller romà
- Luci Cornifici el jove, militar romà